# I più corrotti
I più corrotti è un album in studio dei rapper italiani Metal Carter e Gel, pubblicato nel giugno 2006 dalla Vibrarecords.

## Il disco
Il disco contiene diverse collaborazioni con artisti appartenenti al collettivo TruceKlan, oltre ad altri rapper provenienti dalla scena hip hop italiana come Inoki, Duke Montana e il collettivo Dogo Gang.

## Tracce
1. Intro  (feat. 3Fx) - (prod. da 3Fx)
2. Truceklan Attack - (prod. da Volcano - Metal Carter, Gel)
3. I più corrotti - (prod. da Noyz Narcos - Gel, Metal Carter)
4. Skit: Gente De Borgata
5. Dolore dentro - (prod. da Noyz Narcos - Gel)
6. Skit TRV: Nico & Joe
7. Corpus Christii  (feat. Duke Montana) - (prod. da Lou Chano - Gel, Metal Carter, Duke Montana)
8. Nessun rimorso - (prod. da Santo Trafficante - Metal Carter)
9. Skit: Duke Montana
10. Lavaggio del cervello (feat. Gué Pequeno, Vincenzo da Via Anfossi, Julia) - prod. da Lou Chano - Gel, Metal Carter, Gué Pequeno, Vincenzo)
11. La clessidra - (prod. da Noyz Narcos - Gel, Metal Carter)
12. Skit ZTK: Jon & Gast
13. Gel Vs Gel - (prod. da Lou Chano - Gel)
14. Skit Dein Segen
15. Metal Carter Church - (prod. da Lou Chano - Metal Carter)
16. Stesso raccordo (feat. Chicoria, Mr. P, Cole) - (prod. da Chicoria - Metal Carter, Gel, Chicoria, Cole, Mr. P)
17. Censura (feat. Inoki, Noyz Narcos) - (prod. da Lou Chano - Inoki, Metal Carter, Noyz Narcos, Gel)
18. Casolimite (feat. Noyz Narcos) - (prod. da Noyz Narcos - Gel, Metal Carter, Noyz Narcos)